# Dichrogaster kichijoi
Dichrogaster kichijoi är en stekelart som först beskrevs av Tohru Uchida 1940.  Dichrogaster kichijoi ingår i släktet Dichrogaster och familjen brokparasitsteklar. Inga underarter finns listade i Catalogue of Life.